# Bitwa pod Mons Lactarius
Bitwa pod Mons Lactarius (znana również jako Bitwa pod Wezuwiuszem) miała miejsce w 552 lub 553 roku podczas wojny gockiej toczonej w imieniu Justyniana I przeciwko Ostrogotom w Italii.
Po bitwie pod Taginae, w której zginął ostrogocki król Totila, bizantyjski generał Narses zdobył Rzym i obległ Kume. Teja, nowy król Ostrogotów, zebrał resztki armii Ostrogotów i wymaszerował, by znieść oblężenie, ale w październiku 552 r. (lub na początku 553 r.) Narses zasadził się na niego na Mons Lactarius (współczesne Monti Lattari) w Kampanii, w pobliżu Wezuwiusza i Nuceria Alfaterna. Bitwa trwała dwa dni, a Teja zginął w walce. Moc ostrogocka we Włoszech została wyeliminowana, a pozostali Ostrogoci powrócili na północ i (ponownie) osiedlili się w południowej Austrii. Po bitwie Italia została ponownie zaatakowana, tym razem przez Franków, lecz oni również zostali pokonani. Półwysep Apeniński został na pewien czas ponownie zintegrowany z imperium.